# アキレスと亀 (映画)
『アキレスと亀』（アキレスとかめ）は、2008年の日本映画。監督は北野武。14作目の長編映画となり、『TAKESHIS'』『監督・ばんざい!』に続く、芸術家としての自己を投影した三部作の最後の作品である。2008年9月20日に日本で劇場公開。公式な初上映は第65回ヴェネツィア国際映画祭で、コンペティション部門に出品された。35の国と地域での公開を視野に入れていた。
タイトルの『アキレスと亀』の元々の意味は、俊足であるはずの人間が鈍足の亀と競争しても勝てないことを証明する数式上の逆説（パラドックス）である。

## 物語

### 少年時代
養蚕で儲けた群馬の資産家である倉持利助の子息である真知寿（まちす）は、算数の授業中に絵を描くことを許される恵まれた環境で育った。しかし、父親の会社が破綻し、さらに利助までもがそのショックから自殺してしまう。その上、残された財産は画廊の菊田の差金でヤクザたちに奪われてしまう。金も住む場所も全て失った真知寿と母親の春は街を後にし、春は真知寿を利助の弟でもある叔父の富輔の元に預けることにした。春は必ず迎えに来るからと言い残し、そのまま去っていった。だが、真知寿は富輔から家の掃除や雑用などを全て押し付けられ、さらには転校した学校では自由に絵を描くことすら許されず、不遇な生活を送っていた。そんな時、真知寿と同じ絵描きを志す青年又三と出会い意気投合し、互いに絵を描き続けることで初めて友達が出来た。どんなに辛いことがあっても又三と出会うことが真知寿にとって唯一の心の支えだった。そんな矢先、春の死の知らせが届く。いつか迎えに来るという約束は永久に失われ、そのショックからか真知寿は春の遺体から死顔を書き上げる。その姿を見た富輔は自分に対する嫌がらせだと激怒し、真知寿は家を追い出されてしまう。そして、孤児院へ送られることになった真知寿は移動するバスの車中で衝突事故に巻き込まれてしまう。皮肉にも衝突相手は又三自身だった。

### 青年時代
その後、青年になった真知寿は新聞屋で住み込みながらも絵を描き続けていた。しかし、真知寿の絵は専門家からは評価されず、独学ではなく専門的に勉強することを勧められる。そのため真知寿は新聞屋を辞め、アルバイトをしながら美術学校に通う。同じ美術学校に通う前衛を目指す仲間たちと、危険な創作活動を行いながら互いに仲を深めていく。そんな時、アルバイト先で幸子と出会う。幸子は真知寿の絵を誰よりも評価し、幸子も真知寿の絵の創作を手伝うようになる。やがて二人は愛し合うようになり、ついには結婚し子宝にも恵まれた。家では真知寿はひたすら絵を描き続け、幸子は娘のマリの面倒を見ながらパートタイマーとして働いていた。けれどいくら絵を描き続けても、一向に絵は売れなかった。

### 中年時代
そんな生活が続いていくにつれて、気がつくと真知寿と幸子は中年を迎えており、娘のマリも高校生になっていた。売れない画家の真知寿と妻である幸子は、日々創作活動に明け暮れ、マリは家計を支えるために無理やりアルバイトまでさせられ、両親の奇抜な創作活動に対して嫌悪感を感じていた。しかし、相変わらず絵は売れず、次第に夫婦間に溝が生まれ始めていた。そして、美術学校時代の仲間からのアドバイスから商店街のシャッターに絵を描いたり、交通事故現場を間近で描いたり、生死の狭間で描くなど奇抜すぎる発想で絵を創作するものの、結果は全て空回りで終わり、遂には警察沙汰にまでなってしまう。そんな両親に愛想を尽かしたマリは家を出ていき、幸子も真知寿のやり方に耐えられず、離婚を切り出されてしまう。それでも真知寿は絵を描き続け、娘のマリに金を無心しながら描き続けていた。そんな矢先、幸子から電話が入る。それはマリの死の知らせだった。霊安室で再開した真知寿と幸子はマリの遺体をみて愕然とする。幸子はショックで泣く中、真知寿だけはその死顔に口紅を塗りたくり、デスマスクを作成させる。そんな姿を見た幸子は「人間じゃない！」と吐き捨て出てってしまう。妻も娘も失った真知寿は唯一残された絵を全て燃やし、そのまま家を飛び出し、車の中でガス自殺を図る。しかし、結局失敗に終わり、今度はとある小屋の中で火を焚きたながら絵を描き始める。小屋中が燃えたぎる中、真知寿は絵を描き続け、気がつくと全身包帯だらけで病院のベッドに横たわっていた。医師や看護師から苦笑されながら退院し、目の前に落ちていた錆びついた空き缶を20万円で街中で売ろうとしていた。するとそこへ女性が笑いながら立っていた。それは幸子だった。そして、幸子は「帰ろう。」と言い真知寿と共に去っていった。

## 出演者と配役
- 倉持真知寿 - ビートたけし
- 倉持幸子 - 樋口可南子
- 真知寿（青年時代） - 柳憂怜
- 幸子（青年時代） - 麻生久美子
- 倉持利助 - 中尾彬
- 菊田昭雄 - 伊武雅刀
- 倉持富輔 - 大杉漣
- 画商 - 大森南朋
- 倉持春 - 筒井真理子
- 真知寿（少年時代）- 吉岡澪皇
- 富輔の妻 - 円城寺あや
- 倉持マリ - 徳永えり
- 高輪 - 仁科貴
- ヤクザ - 寺島進
- 新聞屋の親父 - 六平直政
- 商店街の女性 - ふせえり
- 絵好きの社長 - 大林丈史
- 軽トラを押す百姓 - 不破万作
- 工事現場の親父 - ビートきよし
- おでん屋の親父 - 大竹まこと
- 又三 - 三又又三
- 美江 - 林田麻里
- 板垣 - アル北郷
- 真知寿の美術仲間 - お宮の松、アル北郷、ガンビーノ小林、阿部定忠治、ルビー浅丘モレロ、赤P-MAN、ケンタエリザベス3世など
- スナックのママ - 風祭ゆき
- ボクサー - ボビー・オロゴン
- パフォーマー - 電撃ネットワーク（三五十五在籍時）
- 芦川誠
- 森下能幸
- 國本鍾建
- 武重勉
- こばやしあきこ

## スタッフ
- プロデューサー：森昌行、吉田多喜男
- 監督・脚本・編集・挿入画：北野武
- 音楽：梶浦由記
- 撮影：柳島克己
- 照明：高屋齋
- 美術：磯田典宏
- 録音：堀内戦治
- 助監督：松川崇史
- 編集：太田義則
- 記録：谷 恵子
- キャスティング：吉川威史
- 殺陣：二家本辰巳
- カースタント：野呂真治
- 製作：バンダイビジュアル・テレビ朝日・東京テアトル・WOWOW/オフィス北野

## 受賞歴
- テサロニキ国際映画祭・ゴールデン・アレクサンダー名誉賞
- パストーネ・ビアンコ賞2008（白い杖賞）
- 第13回ソフィア国際映画祭・観客賞
- 第18回東京スポーツ映画大賞・監督賞・新人賞（三又又三、お宮の松、アル北郷）